# Comores nos Jogos Olímpicos de Verão da Juventude de 2010
Comores participou dos Jogos Olímpicos de Verão da Juventude de 2010 em Singapura. Sua delegação foi composta de quatro atletas que competiram em três esportes.

## Atletismo
| Evento          | Atleta               | Qualificação | Qualificação | Final     | Final        |
| Evento          | Atleta               | Resultado    | Posição      | Resultado | Posição      |
| --------------- | -------------------- | ------------ | ------------ | --------- | ------------ |
| 100 m feminino  | Ahmed Mohamed Fahame | 13.83        | 30º (6º q3)  | 13.95     | 4º (Final E) |
| 100 m masculino | El Hadad Houmadi     | 11.71        | 24º (4º q1)  | 11.74     | 7º (Final C) |

## Judô
| Evento            | Atleta              | 1ª rodada    | 2ª rodada                              | 1ª rodada repescagem | 2ª rodada repescagem | Final repescagem B       | Disputa pelo bronze B         | Pos. final |
| ----------------- | ------------------- | ------------ | -------------------------------------- | -------------------- | -------------------- | ------------------------ | ----------------------------- | ---------- |
| Fahiriya Takidine | Até 55 kg masculino | Sem oponente | UZB Mansurkhuja Muminkhujaev D 000-100 | Sem oponente         | Sem oponente         | FIJ Diau Bauro V 101-000 | ESP Pedro Rivadulla D 000-100 | 5º         |

| Evento                                                   | Atleta         | 1ª rodada              | 2ª rodada   | Semifinais  | Final       | Pos. final |
| -------------------------------------------------------- | -------------- | ---------------------- | ----------- | ----------- | ----------- | ---------- |
| Fahiriya Takidine (como integrante da equipe Birmingham) | Equipes mistas | ZZX Equipe Cairo D 2-5 | Não avançou | Não avançou | Não avançou | 12º        |

## Natação
| Evento                | Atleta        | Qualificação | Qualificação | Semifinais  | Semifinais  | Final       | Final       |
| Evento                | Atleta        | Resultado    | Posição      | Resultado   | Posição     | Resultado   | Posição     |
| --------------------- | ------------- | ------------ | ------------ | ----------- | ----------- | ----------- | ----------- |
| 100 m livre masculino | Soule Soilihi | 1:18.38      | 54º (7º q1)  | Não avançou | Não avançou | Não avançou | Não avançou |